# Hamacantha popana
Hamacantha popana är en svampdjursart som först beskrevs av de Laubenfels 1935.  Hamacantha popana ingår i släktet Hamacantha och familjen Hamacanthidae.
Artens utbredningsområde är Kalifornien. Inga underarter finns listade i Catalogue of Life.